# Katharina Rhomberg
Katharina Rhomberg (née le 4 octobre 1992) est une cavalière de saut d'obstacles autrichienne. Elle est médaille de bronze par équipes aux championnats d'Europe de 2023. Elle fait partie de l'équipe autrichienne de saut d'obstacles sélectionnée aux Jeux olympiques d'été de 2024.

## Biographie
Née le 4 octobre 1992, elle grandit parmi une famille de cavaliers, sa mère la faisant monter sur l'encolure de son cheval pendant des balades en extérieur, alors qu'elle est toute jeune. Elle compte beaucoup sur le soutien de sa famille, particulièrement celui de son père, lors de ses débuts. Elle étudie les sciences appliquées à l'Université de Fontys, sur le campus de Venlo, aux Pays-Bas.
Elle débute les concours sans groom, apprenant ainsi toutes les tâches de préparation du cheval. Son frère Christian a représenté l'Autriche aux championnats d'Europe de 2017. Elle devient un membre important de l'équipe autrichienne de saut d'obstacles, qui connaît en 2023 et 2024 une période d'ascension. Ses écuries sont basées à Dornbirn, en Autriche, près des frontières suisses et allemandes.
Elle est sélectionnée parmi l'équipe autrichienne de saut d'obstacles pour une participation aux Jeux olympiques d'été de 2024, avec son cheval Cuma 5. Son entraîneur équestre est Thomas Balsinger ; elle est également suivie par le coach sportif Diego Linares, qui la fait travailler son renforcement musculaire. Elle a enfin les services d'un coach mental, Manuel Horeth.
En dehors de l'équitation, elle pratique les sports d'hiver, en particulier le ski et le snowboard.

## Palmarès
- 2023 : Médaille de bronze par équipes aux championnats d'Europe de saut d'obstacles, à Milan[3] ;
- 2023 : vainqueur de la finale de la Coupe du monde du CSIO4* de Varsovie[2] ;

## Chevaux
Dix des chevaux qu'elle monte (en 2024) sont la propriété de Gerhard Rauch, le onzième étant à elle. Sa meilleure monture est Cuma 5, qui lui a été présenté par son ancien entraîneur Kurt Gravemeier. Elle monte un autre cheval doté de grandes qualités, Colestus Cambridge.